# Chthonius minotaurus
Chthonius minotaurus är en spindeldjursart som beskrevs av Henderickx 1997. Chthonius minotaurus ingår i släktet Chthonius och familjen käkklokrypare. Inga underarter finns listade i Catalogue of Life.